# Christopher T. Walsh
Christopher Thomas Walsh (* 16. Februar 1944 in Boston, Massachusetts; † 10. Januar 2023) war ein US-amerikanischer Biochemiker.

## Werdegang
Walsh studierte an der Harvard University (Bachelor 1965), wo er unter anderem mit Edward O. Wilson arbeitete, und an der Rockefeller University, wo er 1970 in Biologie (Life Sciences) promoviert wurde. Als Post-Doktorand war er 1972 an der Brandeis University. Ab 1972 war er Assistant Professor und danach Professor für Chemie und Biologie am Massachusetts Institute of Technology (MIT). Ab 1987  war er Professor für Biochemie und Molekulare Pharmakologie an der Harvard Medical School. 1987 bis 1995 stand er dort der Abteilung Biologische Chemie und Molekulare Pharmakologie vor. 1992 bis 1995 war er Präsident des Dana Farber Cancer Institute.
Walsh befasste sich mit Enzymen und Enzym-Inhibition und mit Antibiotika-Resistenz. 1975 bis 1977 war er Sloan Research Fellow. 1979 erhielt er den Eli Lilly Award in Biological Chemistry. 2010 erhielt er den Welch Award in Chemistry (für Pionierarbeiten in biologischer Chemie) und 2014 die Benjamin Franklin Medal des Franklin Institute. Ihm wurde 2017 die Robert-Koch-Medaille zugesprochen. Er war Mitglied der National Academy of Sciences (1989) und deren Institute of Medicine, der American Academy of Arts and Sciences (1985) und der American Philosophical Society.
- A. I. Scott Medal (2009)[4]

Er starb am 10. Januar 2023 im Alter von 78 Jahren an den Folgen eines Sturzes.

## Schriften
- Enzymatic reaction mechanisms. Freeman, San Francisco CA 1979, ISBN 0-7167-0070-0.
- Antibiotics. Actions, Origins, Resistance. ASM Press, Washington DC 2003, ISBN 1-55581-254-6.
- Posttranslational Modification of Proteins. Expanding Nature’s Inventory. Roberts and Company, Englewood CO 2006, ISBN 0-9747077-3-2.